# EBLM J0555-57
EBLM J0555-57 – gwiazda potrójna w gwiazdozbiorze Malarza. Znajduje się w odległości około 600 lat świetlnych od Słońca. Jeden z jej składników w chwili ogłoszenia odkrycia (2017) był najmniejszą znaną gwiazdą, najbliższą teoretycznej granicy, powyżej której mogą zachodzić reakcje syntezy jądrowej.

## Gwiazdy
EBLM J0555-57 znana jest też jako CD−57°1311. Jest to hierarchiczny układ potrójny, w którym dwa bliskie składniki (Aa i Ab) okrąża dalszy składnik – B. Składniki Aa i Ab tworzą układ zaćmieniowy, co pozwala na określenie parametrów gwiazd. Gwiazdy nie są widoczne gołym okiem, przez teleskop optyczny widać dwa jaśniejsze składniki w odległości 2,5″ (pomiar z 2015).
Najjaśniejszy składnik układu, EBLM J0555-57 Aa, to żółto-biały karzeł należący do typu widmowego F8. Jest nieco gorętsza i masywniejsza od Słońca. Gwiazda ta ma obserwowaną wielkość gwiazdową 9,98m. Składnik EBLM J0555-57 B jest nieco słabszy niż składnik А, jego wielkość gwiazdowa wynosi 10,76m. Gwiazdy te mają podobne rozmiary, bliskie rozmiarom Słońca.

### EBLM J0555-57 Ab
Trzeci składnik układu, EBLM J0555-57 Ab, został odkryty przez zespół naukowców z University of Cambridge, biorących udział w projekcie EBLM (ang. Eclipsing Binary, Low Mass), na podstawie danych zebranych przez projekt WASP. Gwiazda ta ma masę około 85 ± 4 mas Jowisza albo 0,081 masy Słońca. Jest ona podobna do masy gwiazdy TRAPPIST-1. Gwiazda ta jest jednak mniejsza niż Jowisz i TRAPPIST-1, jej promień można porównać z promieniem Saturna.
| Jowisz | EBLM J0555-57 Ab |
| ------ | ---------------- |
|        |                  |

Przyspieszenie grawitacyjne na powierzchni EBLM J0555-57 Ab jest około 300 razy większe niż przyspieszenie ziemskie. Gdyby masa EBLM J0555-57 Ab była trochę mniejsza i wynosiła 7% słonecznej, to reakcje termojądrowe w jej jądrze nie zachodziłyby i obiekt byłby brązowym karłem. Ocenia się, że dla gwiazd o metaliczności około -0,5 graniczna masa to około 83 MJ.